# Rosenschliff

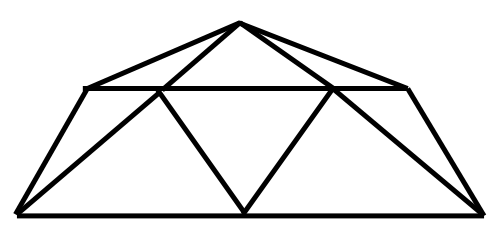
Rosenschliff

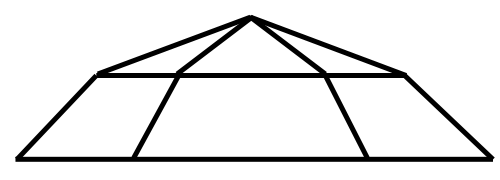
Rosenschliff

Rosenschliff, auch Rosettenschliff oder Rautenschliff genannt, ist ein spezieller Schmucksteinschliff. Er wurde bereits Ende des 16. Jahrhunderts in Holland vor allem beim Schliff von Diamanten verwendet.
Bekannte Rosenschliff-Arten sind die „Antwerpener Rose“, die „Volle Holländische Rose“ und die „Doppelte Holländische Rose“. 